# Torneo de Monterrey 2024
El Abierto GNP Seguros 2024 fue un torneo de tenis femenino jugado en cancha duras al aire libre. Se trató de la 16.ª edición del Abierto de Monterrey, un torneo WTA 500 (ascendió de categoría era WTA 250 en años anteriores). Se llevó a cabo en el Club Sonoma en Monterrey, México, del 19 de agosto al 24 de agosto.

## Distribución de puntos
| Modalidad           | Campeona | Finalista | Semifinales | Cuartos de final | 2ª ronda | 1ª ronda | Clasificadas | 2ª ronda de clasificación | 1ª ronda de clasificación |
| Individual femenino | 500      | 325       | 195         | 108              | 60       | 1        | 25           | 13                        | 1                         |
| Dobles femenino     | 500      | 325       | 195         | 108              | -        | 1        | -            | -                         | -                         |

## Cabezas de serie

### Individuales femenino
| Tenista                  | Ranking | Preclasificada |
| Jasmine Paolini          | 5       | 1              |
| Danielle Collins         | 10      | 2              |
| Emma Navarro             | 13      | 3              |
| Ekaterina Alexandrova    | 27      | 4              |
| Anastasia Pavlyuchenkova | 28      | 5              |
| Elina Svitolina          | 53      | 6              |
| Linda Nosková            | 31      | 7              |
| Yulia Putintseva         | 34      | 8              |

- Ranking del 12 de agosto de 2024.[2]

### Dobles femenino
| Tenista                         | Ranking | Preclasificada |
| Giuliana Olmos Alexandra Panova | 64      | 1              |
| Ulrikke Eikeri Aldila Sutjiadi  | 66      | 2              |
| Jiang Xinyu Makoto Ninomiya     | 86      | 3              |
| Anna Danilina Irina Khromacheva | 88      | 4              |

## Campeonas

### Individual femenino
Linda Nosková venció a  Lulu Sun por 7-6(6), 6-4

### Dobles femenino
Guo Hanyu /  Monica Niculescu venció a  Giuliana Olmos /  Alexandra Panova por 3-6, 6-3, [10-4]